# 横田虎彦

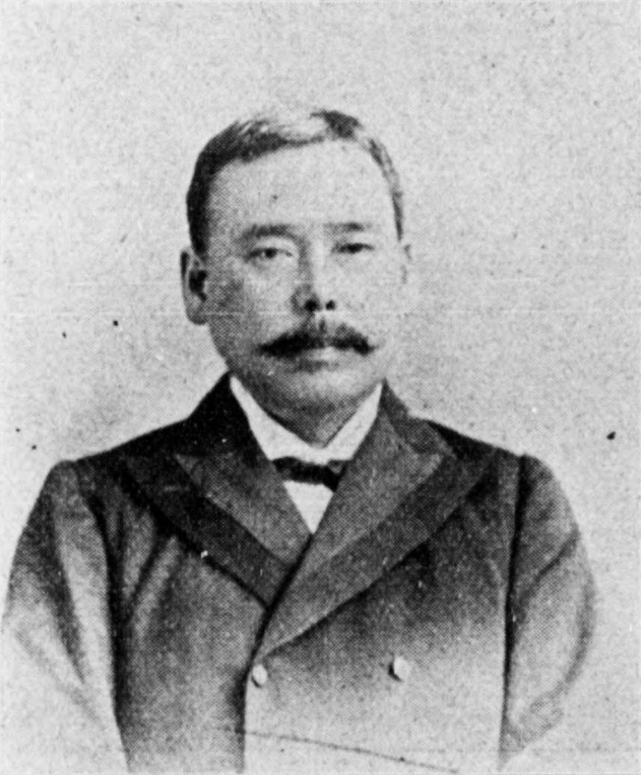
横田虎彦

横田 虎彦（よこた とらひこ、1857年1月13日（安政3年12月18日）- 没年不詳）は、日本の政治家、弁護士。衆議院議員。

## 経歴
肥前国高来郡深江村（現:南島原市）で、豪農・横田政八の第五子として生まれる。漢籍を修め、その後、長崎に出てドイツ語を学ぶ。1875年、東京に移り小学校教員、陸軍教導団入団、新聞社創設、政党設立などの活動を行う。1882年、鹿児島に移り法律学を研究して、1885年8月、代言人試験に合格し、鹿児島に事務所を開いた。
1888年、大阪に事務所を移転。大阪市会議員、大阪府会議員、同参事会員、大阪組合弁護士会長などを歴任。また、関西日報、大阪自由新聞を発刊した。
1902年8月、第7回衆議院議員総選挙で大阪市選挙区から出馬し当選。その後、第8回、第9回、第10回総選挙（北海道庁函館外三支庁管内）で当選し、衆議院議員を通算四期務めた。
1909年、日本製糖汚職事件で拘禁され、同年6月28日、衆議院議員を辞職。同年7月3日に、東京地方裁判所第二刑事部において重禁固10ヶ月の有罪の判決が言い渡された。その後、判決を不服として控訴、上告を行ったが、同年12月17日に大審院で判決が言い渡され、上告棄却となり有罪が確定した。これにより勲四等を褫奪された。